# Törökország turizmusa
Törökország turizmusa jelentős szerepet tölt be az ország gazdaságában. Főként az úgynevezett „török riviéra”, azaz az Égei-tenger és a Földközi-tenger partján, 8000 kilométernyi homokos tengerparton fekvő üdülővárosok és falvak közkedveltek. A leglátogatottabb üdülőváros Antalya, de kedvelt még Alanya, Kemer, Marmaris, a festői szépségű Fethiye, Bodrum és Çeşme is. A nyári időszakban a riviérán sok a főként német, kelet-európai, de leginkább orosz turista, de egyre több az arab látogató is.
A riviéra városain kívül az egyik legnépszerűbb úti cél Isztambul, az ország kulturális fővárosa. Itt számos ókori, középkori és újkori látnivaló várja a turistákat, gazdag a kultúrája és híres-hírhedt az éjszakai élete is, megannyi szórakozóhellyel, étteremmel és pubbal. Kedvelt célpontok még az ókori görög maradványokat kínáló városok, mint például Trója, İzmir, Epheszosz, illetve a világon egyedülálló méretű, hófehér mészkőmedencéiről és gyógyvízéről híres Pamukkale. Az ország belsejében húzódó, barlang- illetve föld alatti lakásrendszeréről nevezetes Kappadókia is vonzza a látogatókat.
A magyarok számára külön érdekesség lehet II. Rákóczi Ferenc emlékháza Rodostóban.

## Utazási információk
A Törökországba való beutazás a magyar állampolgárok számára útlevéllel, vagy személyi igazolvánnyal lehetséges. Turista célú beutazás esetén: vízum beszerzése nem szükséges. A vízummentes tartózkodás időtartama összevonva is legfeljebb 90 nap lehet 180 napon belül. A vízummentes beutazás turista és üzleti célú belépésre vonatkozik (üzleti tárgyalások folytatása, konferencia- és vásárlátogatás). Az időeltolódás Magyarországhoz képest +1 óra. A hálózati feszültség 200 V / 50 Hz, a csatlakozók megegyeznek a Magyarországon használtakkal. A csapvíz fogyasztása nem ajánlott. A külföldi turizmust kiszolgáló régiókban a legtöbb szállodában, vendéglátó helyen beszélnek angolul, németül és oroszul, némely bazárban még magyarul is egy keveset.

## Statisztika
Törökország népszerű turisztikai célpont, leginkább az üdülőturizmus jellemző, bár a kulturális turizmus, az ökoturizmus, az egészségturizmus is jelen van. A turizmus az ország gazdaságának egyik legdinamikusabban fejlődő szektora. 2007-ben 23 340 911 külföldi lépte át a török határt, 2008-ban 26 336 677, ami 12%-os növekedést jelent. Mindazonáltal 2009 első három hónapjában a hatóságok csökkenést tapasztaltak, 2009 márciusában 7,47%-kal kevesebb külföldi érkezett az országba, mint egy évvel korábban ugyanabban a hónapban. A statisztikák szerint a legtöbb külföldi Isztambulban lépi át a határt, második helyen szerepel Antalya, harmadik helyen Edirne. 2007 januárja és 2009 márciusa között a legtöbb belépő Németországból érkezett (17%), sokan érkeztek Bulgáriából, Iránból és Örményországból, a legtöbb turistát küldő további országok: Egyesült Királyság, Franciaország, Oroszország, Görögország, Hollandia, Szíria és Azerbajdzsán. A legtöbben repülőgéppel érkeztek. A statisztikai hivatal felmérése szerint 2009 első negyedévében közel 7000 magyar lépte át a török határt. Az ország turizmusból származó bevétele 2008-ban meghaladta a 18 milliárd dollárt. A TUI Utazási Iroda és a Thomas Cook szerint a világ 100 legjobb szállodájából 11 található Törökországban.

## Kulturális értékek

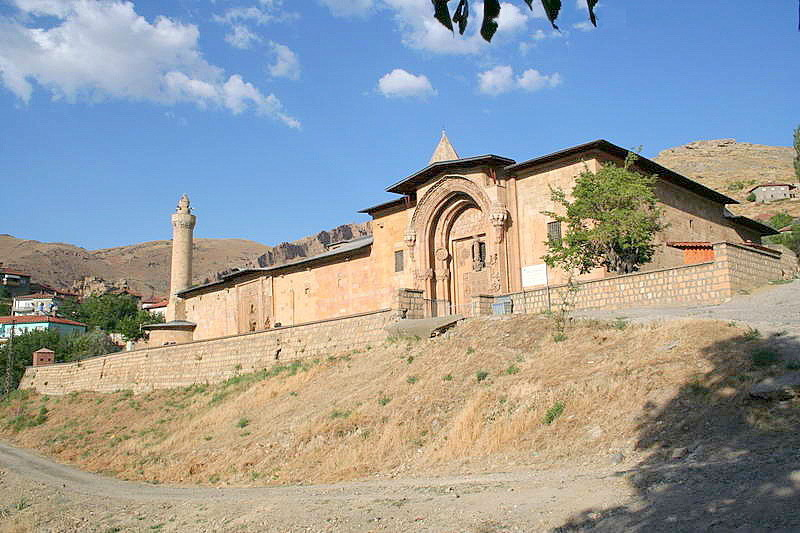
A Divriği nagymecset és kórház

### Világörökségi helyszínek
Az UNESCO világörökségi programjába először 1985-ben került fel török helyszín, a Divriği nagymecset és kórház, a
Göreme Nemzeti Park és Kappadókia sziklatemplomai, valamint Isztambul történelmi részei. 1986-ban vették fel az egykori hettita fővárost, Hattusát a védett helyszínek közé, 1987-ben a Nemrut-hegyet, majd egy évvel később Hierapoliszt és a fehér mészkőmedencéiről ismert Pamukkálét, valamint Xanthos és Lethoon ókori városait is a listához adták. Az 1990-es években Safranbolu udvarházai és Trója is a világörökség része lett. 2000-ben Törökország további 19 helyszín felvételét javasolta, ezek közé tartozik Epheszosz, Konya és Alanya is.

### Műemlékek, múzeumok

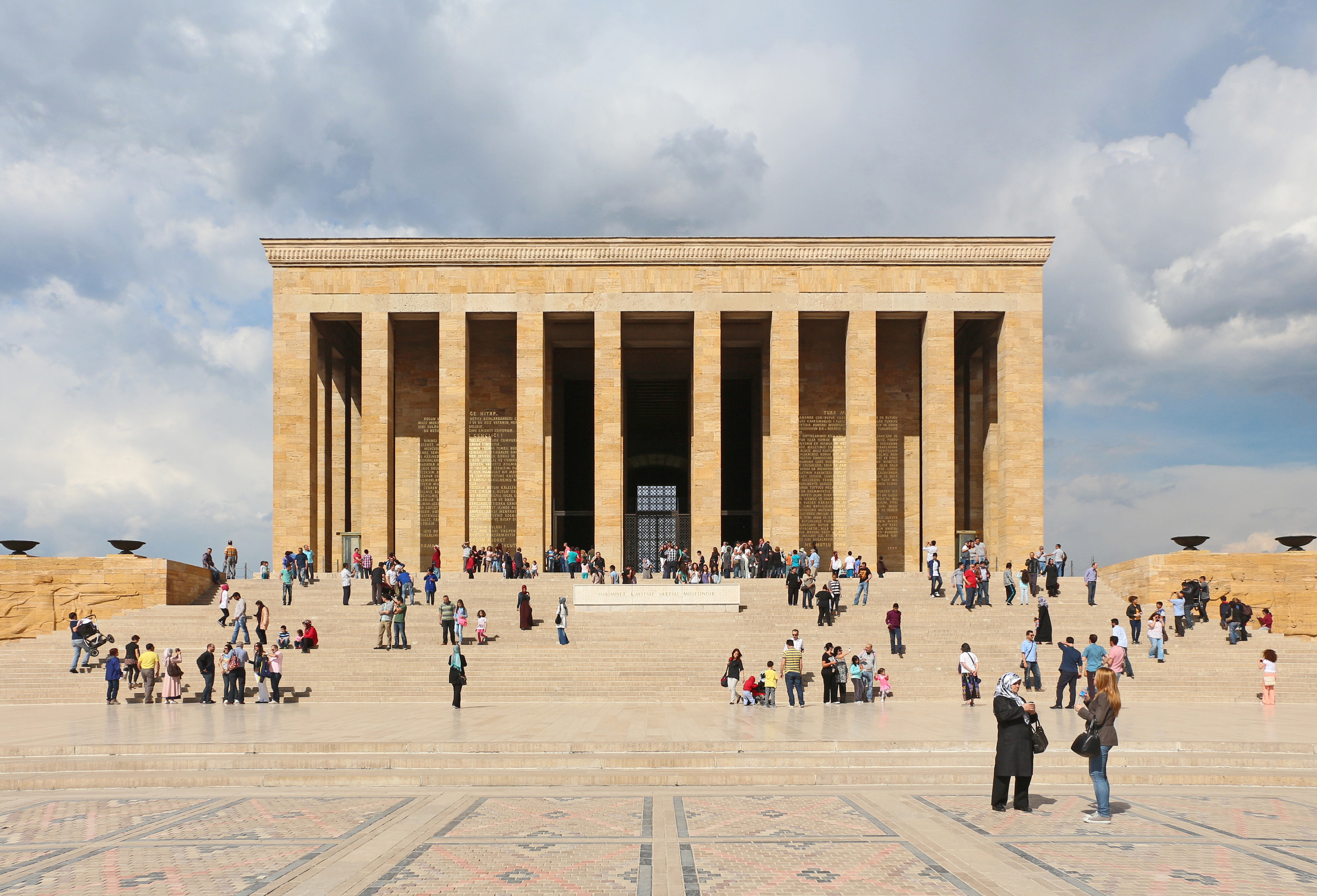
Anıtkabir, Atatürk mauzóleuma, Ankara

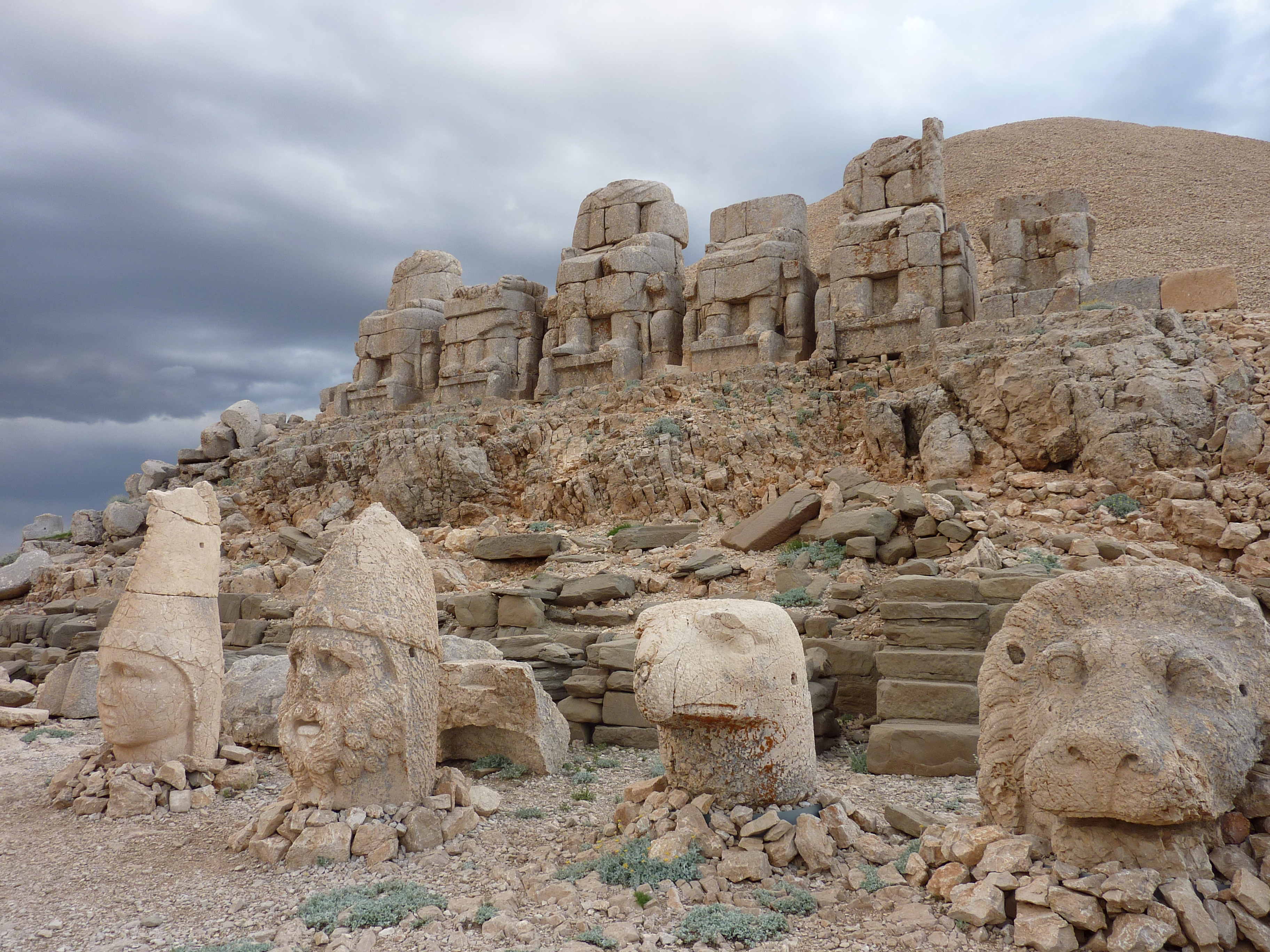
A Nemrut-hegy kőszobrai

Törökország szinte egész területe az ókori civilizációk otthona volt, így gazdag műemlékekben, ókori görög és római emlékekben, de bizánci, szeldzsuk és oszmán kori leletei és építészeti kincsei is gazdagok. Emellett Kis-Ázsia a legkorábbi ismert települések színtere is, így a kora őskorig visszamenőleg tártak fel értékes leleteket, például Çatalhöyüknél és Alacahöyüknél. Szinte minden nagyobb városban található etnográfiai múzeum, ahol a környékbeli ásatásokon talált leleteket kiállítják, az anatóliai civilizációkat összefogóan bemutató legnagyobb kiállítás azonban az ankarai Anatóliai Civilizációk Múzeumában tekinthető meg. Ankara legnagyobb műemléke kétségkívül Anıtkabir, Atatürk mauzóleuma. A legnagyobb és legismertebb, művészeti és kulturális múzeumok Isztambulban találhatóak, így például a Festészeti és Szobrászati Múzeum, a Modern Művészetek Múzeuma, a Szépművészeti Múzeum, a Kalligráfiai Múzeum vagy a Török és Iszlám Művészetek Múzeuma. Itt kapott helyet az ország legismertebb látnivalóit sűrítő Miniatürk is. Mindemellett, Isztambul számos oszmán palotája, rezidenciája is múzeumként funkcionál, csak úgy, mint az egykor a világ legnagyobb keresztény templomaként ismert Hagia Szophia. Az ország számos pontján található Atatürk-múzeum, vagy a török függetlenségi háború emlékére létrehozott múzeum és szobor; utóbbiak közül a legnagyobb Çanakkaléban van.
Törökország legismertebb műemlékei közé tartozik az epheszoszi Artemisz-templom, Side, Aszpendosz, Pergamon, Perga, Hierapolisz ókori romjai, Trója maradványai, a Nemrut-hegy kőszobrai, Ani örmény templomai, a szeldzsuk karavánszerájok, medreszék és türbék, a számos középkori és újkori oszmán mecset, például a Szinán munkái közé tartozó Szelim-mecset, vagy a Kék mecset. Ezen felül műemlékként kezelik a 15-19. században épült oszmán udvarházakat (konak) és palotákat is.
Lásd még:
- Isztambul épületei
- Múzeumok Isztambulban
- Múzeumok Ankarában
- Törökország építészete

## Természeti értékek

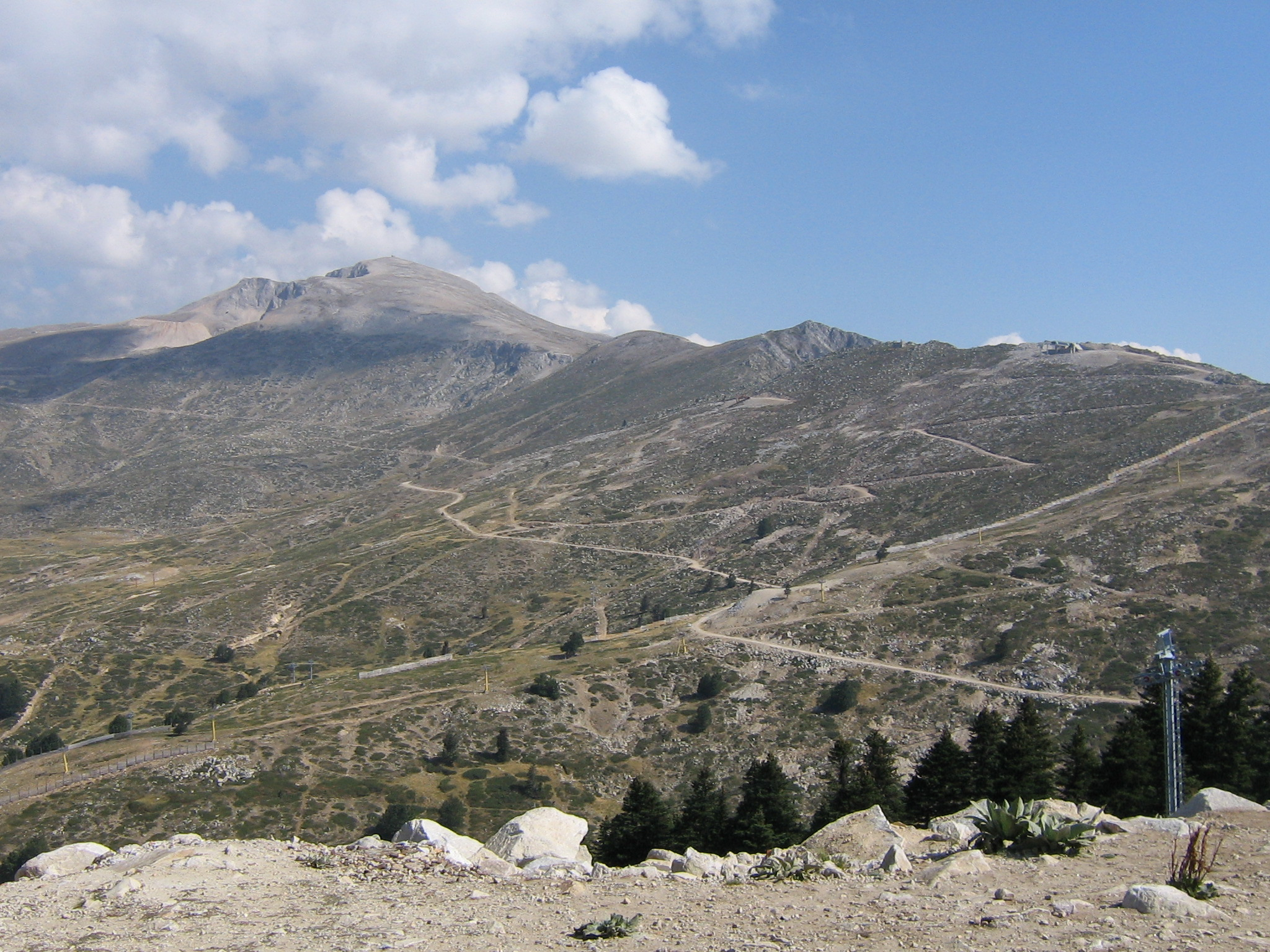
Uludağ-hegy, Uludağ Nemzeti Park, Bursa

### Védelem alatt álló területek
Törökországban négyféle védett természeti területet különböztetnek meg: nemzeti parkokat, natúrparkokat, „természeti műalkotásokat” és természetvédelmi területeket. 33 nemzeti parkot tartanak nyilván, ezek közül némelyik nem csak természeti, de kulturális értékeket is őriz, például az Olimpos-Beydağları Nemzeti Park. Ökológiai szempontból az egyik legfontosabb a Kuşcenneti Nemzeti Park, ahol több mint 200 madárfaj él. A nemzeti parkok mellett 16 natúrpark található. 22 km-re Antalyától fekszik a 394 hektáros Kurşunlu-vízesés Natúrpark, ahol a domináns fafaj a parti fenyő, de élnek itt szentjánoskenyérfák, olajfák, masztixfák is, a flórát pedig vadmenta, bambusz és vízililiom gazdagítja. Az ország 58 természeti műalkotása közé sorolták többek között a Finikében található 25 méter magas, 2000 éves cédrusfát, az Aydınban található Güney-vízesést, illetve a Konyai Meke-tavat, mely egy vulkáni robbanás során létrejött maar-tó. Ezeken felül 35 természetvédelmi területet óv a török állam.

### Állatkertek
Törökországban több állatkert is található. A bursai állatkert 1998-ban nyitotta meg kapuit, 206 600 m²-en 3750 méternyi kifutóval. Az ankarai állatkert 199 faj 2500 példányával várja a látogatókat. A Kocaeli tartománybéli Gebzében található Boszporusz Állatkert és Botanikus kert 1991-ben nyílt meg 300 állat és 500 növényfajjal. İzmirben 2008-ban nyílt meg az állatkert, mely számos állatfaja mellett 65 000 fát is számlál.

## Turisztikai szolgáltatások

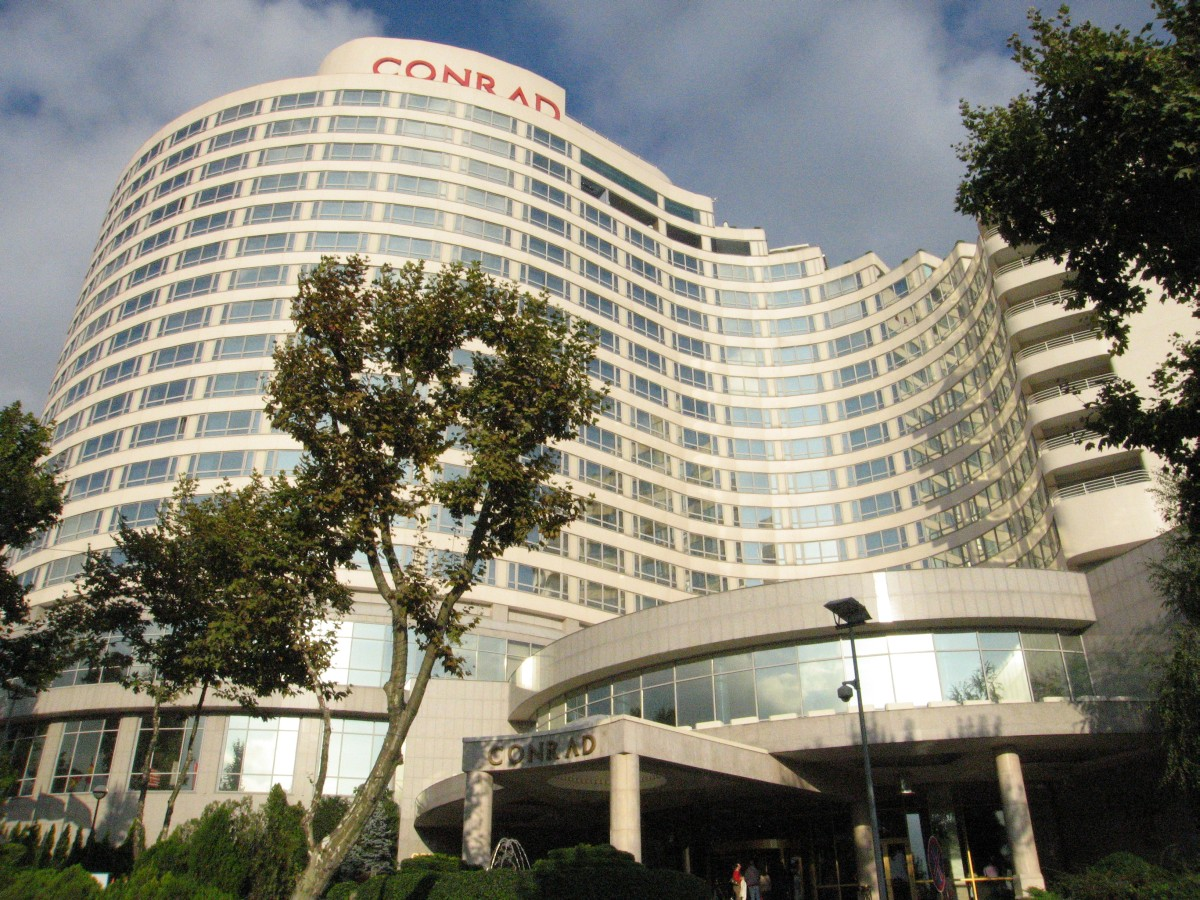
A Conrad Hilton Hotel Isztambulban

### Szálláshelyek
A Törökországba utazók többsége szállodában száll meg, második helyen vannak a panziók, harmadik helyen a wellnessfürdők, amit az üdülőfalvak, a motelek és legvégül a kempingek követnek. 2007-ben az önkormányzati licenccel rendelkező szállodák száma 4569 volt, a panzióké 2085, ezek mellett 33 wellnessfürdőt, 54 kempinget és 23 üdülőfalut számláltak (összesen 7073 létesítmény). A létesítmények összesen 399 164 ággyal rendelkeztek. Csak Isztambulban 561 szálloda volt található 2007-ben. Törökországban rengeteg ötcsillagos szálloda található, csak Antalya tartományban 176 ilyen minősítésű hotel van. Az Antalya melletti Belekben található a világ második hétcsillagos szállodája, a Hotel Rixos Premium Belek.

### Vendéglátás és gasztronómia

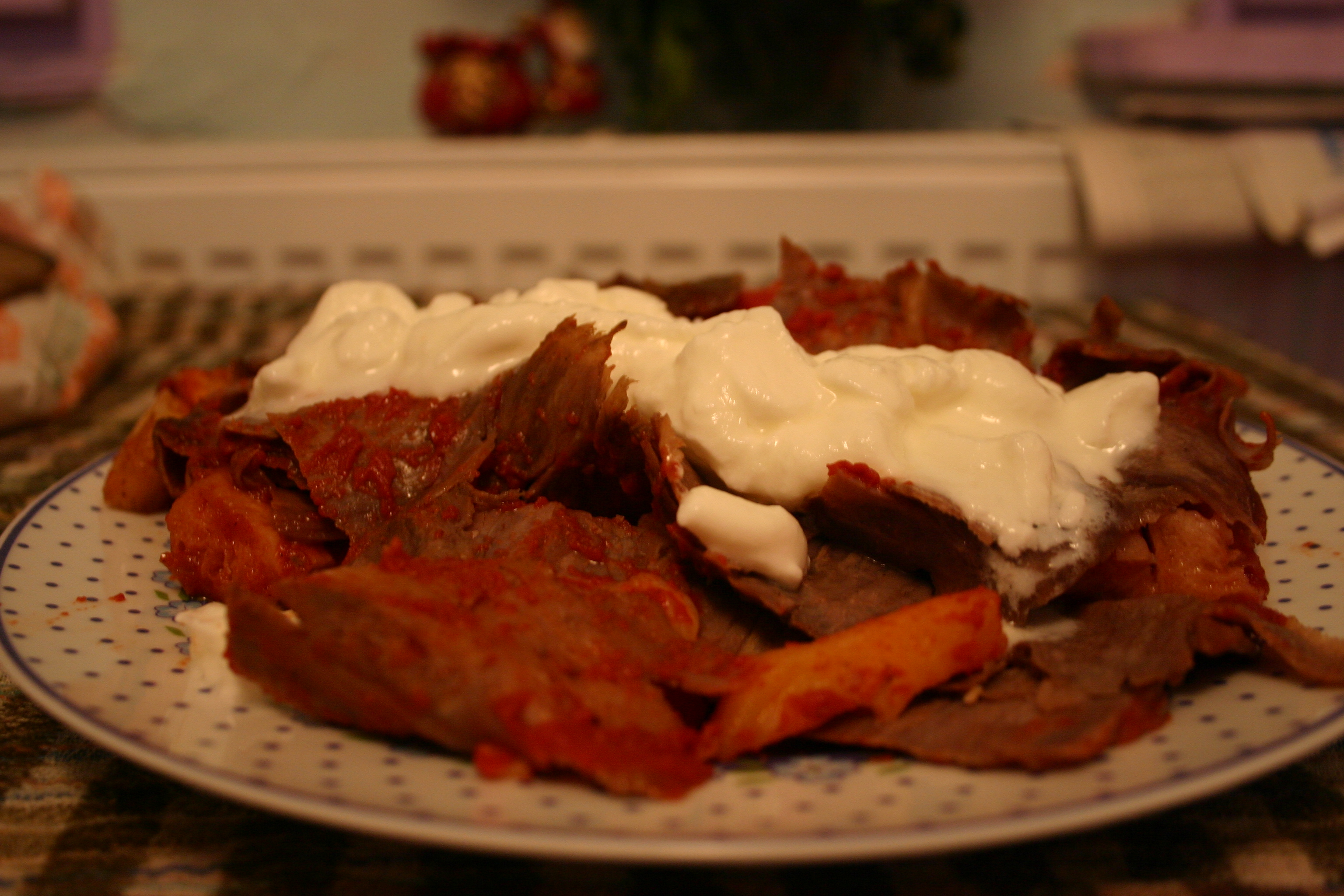
Iszkender kebab joghurttal

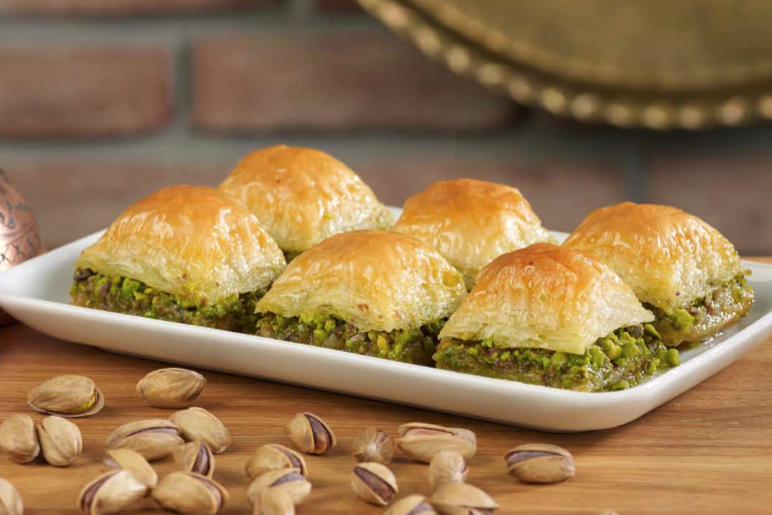
Baklava, kedvelt török desszert

Törökországban az éttermek és más vendéglátó helyek kínálata igen gazdag, a török konyha jellegzetes ételei mellett találhatóak olasz éttermek, pizzériák, gyorséttermek is, bár nem olyan mennyiségben és választékban, mint Magyarországon. Reggelizni étteremben is lehet, például menement, ami hasonló a tojásos lecsóhoz. A legnépszerűbb reggelizőhelyek azonban a simithanék, ahol különféle fajta, egyszerű vagy töltött, édes és sós simitet, üdítőitalokat, kávét, teát, süteményeket szolgálnak fel. A szállodák többsége európai, ún. kontinentális reggelit szolgál fel, amihez török fehér sajtot és olajbogyót is kínálnak.
A főétkezés rendszerint meze, azaz előétel fogyasztásával kezdődik, a jobb éttermekben többféle előételt is az asztalra tesznek, amiből szabadon lehet választani. Ez lehet saláta (pl. dzadzíki, padlizsánsaláta), tenger gyümölcsei tál, sajt, olajbogyó, különféle zöldségkrémek pitával vagy kenyérrel. A levesek többsége krémleves, kedvelt a vöröslencse-leves, a különféle zöldséglevesek (pl. paradicsomleves), a joghurtleves. A főétel általában sült hús, legtöbbször kebabfélék, bulgurral, zöldkörettel, kenyérrel. A zöldségpörköltök, vagy a zöldséges húspörköltök is kedvelt ételek, ilyen például a güveç. Népszerű a köfte (fasírt), illetve a különféle, darált hússal készített ételek és pizzaféleségek. A legkedveltebb köret a rizs (pilav) vagy a bulgur, burgonyát ritkán használnak köretként, akkor is inkább hassáburgonyaként sütve, főképp a gyorséttermek kínálatában. A törökök sok és sokféle zöldséget fogyasztanak, akár köretként, akár főételként elkészítve. A főétkezéshez kísérőként savanyúságokat is felszolgálnak. A desszertek is sokfélék, a különféle baklavák mellett igen kedveltek a tejes desszertek, mint a tejberizs (sütlaç) vagy a muhallebi. Emellett a gyümölcsök is igen kedveltek. Az étkezések gyakori kísérője az ayran, az enyhén sós joghurtital. Üdítőket, kávét, teát is lehet fogyasztani. Az alkoholos italok közül a rakı a legnépszerűbb, a kebabételek gyakori kísérője, azonban a legtöbb étteremben sört és borokat is lehet rendelni.

### Közlekedés
Törökországnak több nemzetközi repülőtere is van, ezek közül a legtöbb forgalmat bonyolító az Atatürk nemzetközi repülőtér Isztambulban. A török riviéra nagyobb városainak közelében is találhatóak repülőterek, melyek a különböző menetrend-szerinti belföldi, illetve nemzetközi, szezonális charterjáratokat fogadják. A távolsági tömegközlekedésben a vezető szerepet az autóbuszjáratok kapják, az országban több száz busztársaság üzemel, a nagyobb városok között akár 15-20 percenként is járnak buszok. A vonatközlekedés fellendítése érdekében a török kormány nagysebességű vasútvonalakat kíván kiépíteni. A nagyvárosok tömegközlekedésében is a buszhálózatok dominálnak, bár a legnagyobb városokban (Isztambul, Ankara, İzmir) a városi vasutak (metró, LRT stb.) fejlesztését is célul tűzték ki, Isztambulban pedig már metrobuszok is közlekednek. A hagyományos tömegközlekedést kiegészíti a dolmuş (egyfajta iránytaxi), mely a kisebb városok, falvak közlekedésében nagyobb szerepet kap.

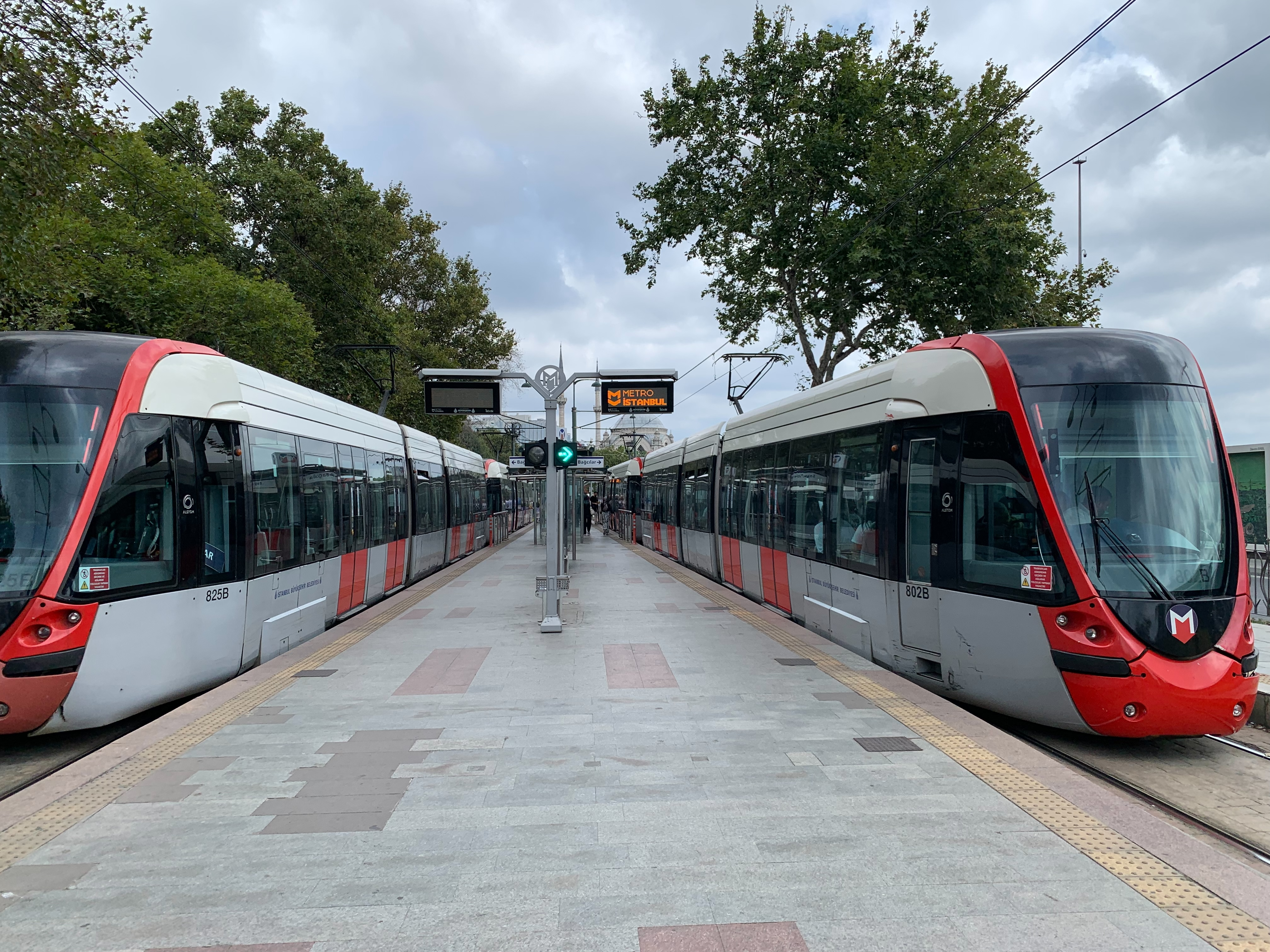
Villamos Isztambulban

#### Akadálymentesítés
A közlekedés akadálymentesítése a legtöbb helyen nem megoldott, bár a nagyobb városokban és a legforgalmasabb turisztikai célpontoknál igyekeznek a mozgássérültek igényeit is ellátni. Az újonnan épült repülőterek, és az új szállodák egy része már akadálymentesített, ahogy a nagyvárosok tömegközlekedési eszközeinek egy része (újonnan vásárolt buszok és szárnyashajók) is, azonban sok még a fejlesztésre váró terület. Nem akadálymentesek például az utcák, melyek a legtöbb helyen egyenetlen felületűek, zsúfoltak, Isztambul Sultanahmet negyedében pedig még macskakővel burkoltak. A középületeknél is igyekeznek ugyan kialakítani az akadálymentes közlekedéshez szükséges infrastruktúrát, ez azonban lassan halad, és a legtöbb helyen még nem áll rendelkezésre. A sok száz, néha több ezer éves műemléképületek átalakítása igen költségigényes, így csupán a legnevezetesebbek akadálymentesítettek. A személyzet általában mindenütt igen segítőkész, így a nem akadálymentesített helyeken sem lehetetlen a mozgássérültek közlekedése.

## Turisztikai látnivalók régiók szerint

### A török riviéra

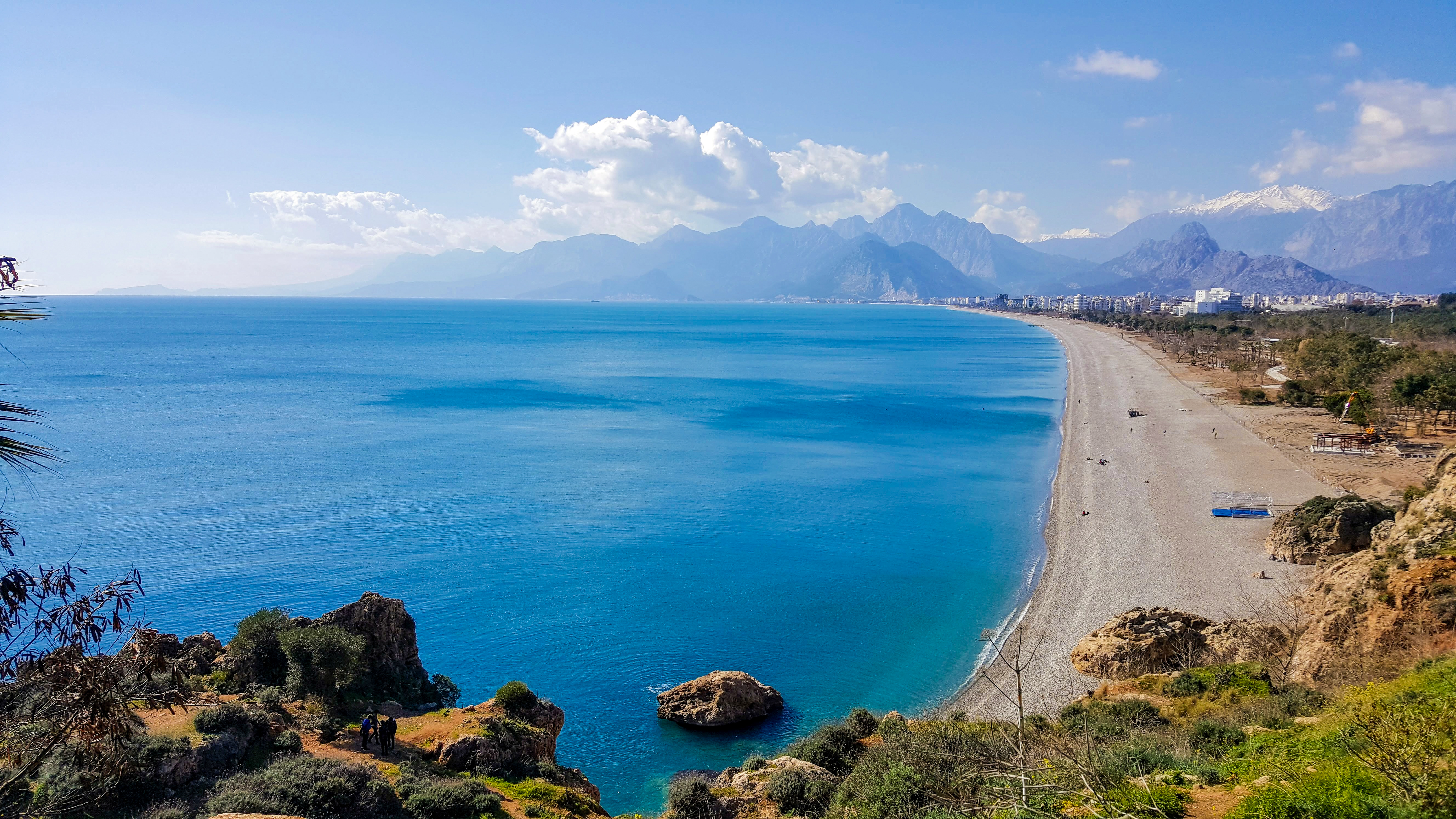
Plaża Konyaaltı znajduje się w mieście Antalya

A török riviéra, vagy más néven a türkiz part (Turquoise Coast) népszerű elnevezése Törökország délnyugati partvidékének; körülbelül Çeşmétől Alanyáig húzódik, magában foglalva Antalya, Muğla, valamint Aydın és İzmir tartományok egy részét. A nyári szezon itt már április végén elkezdődik és egyes helyeken egészen október végéig tart, a kedvező időjárási viszonyoknak köszönhetően. Az antalyaiak például úgy tartják, náluk húsz évente egyszer esik hó télen, akkor sem marad meg pár óránál tovább, a nyár folyamán pedig nagyon ritkán esik az eső. Antalya külön érdekessége, hogy a várost gyűrűként körülölelő Toros-hegységben télen síelni is lehet, utána pedig fürdeni a tengerben.

### Márvány-tengeri régió

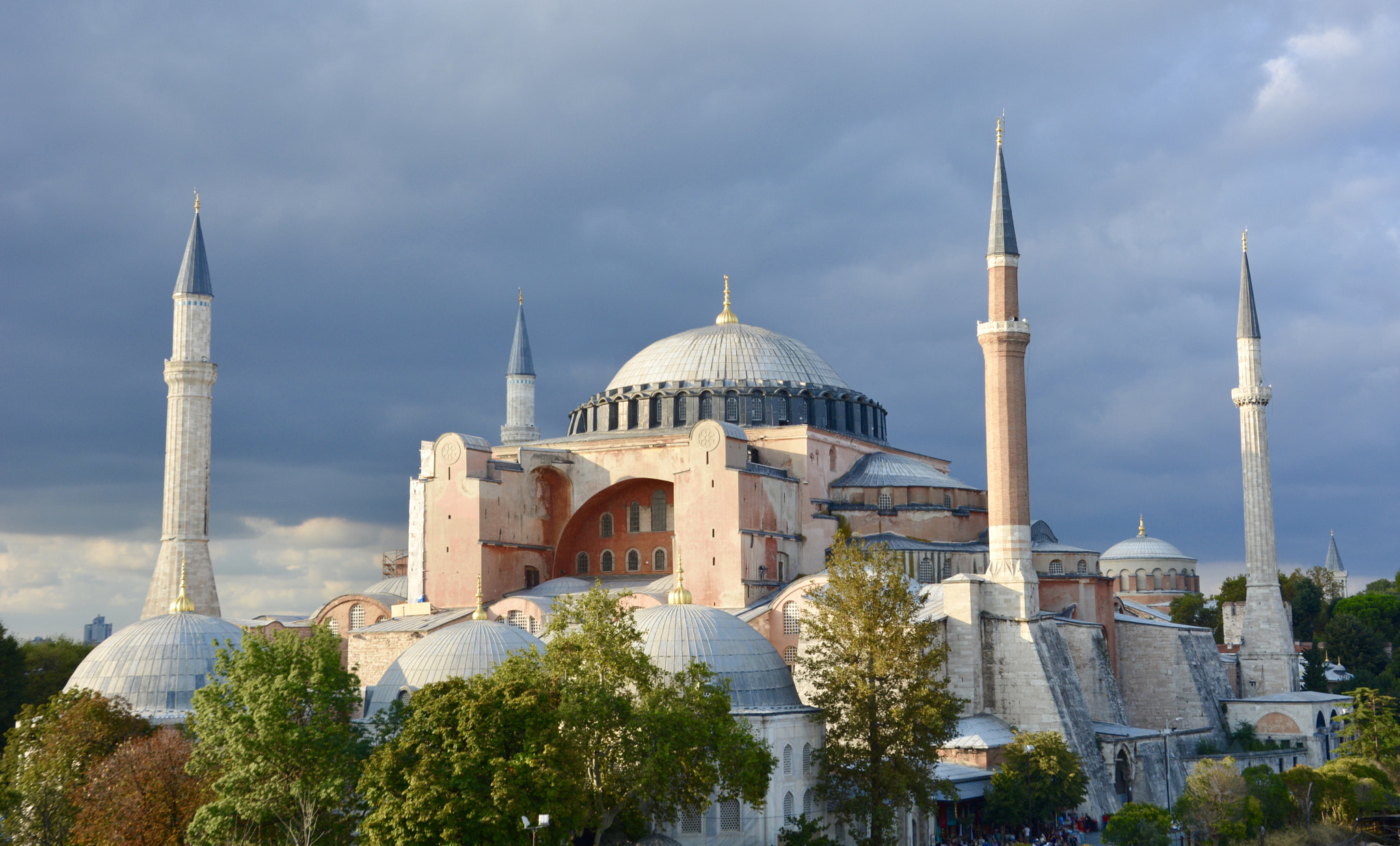
A Hagia Szophia, a bizánci építészet remekműve Isztambulban.

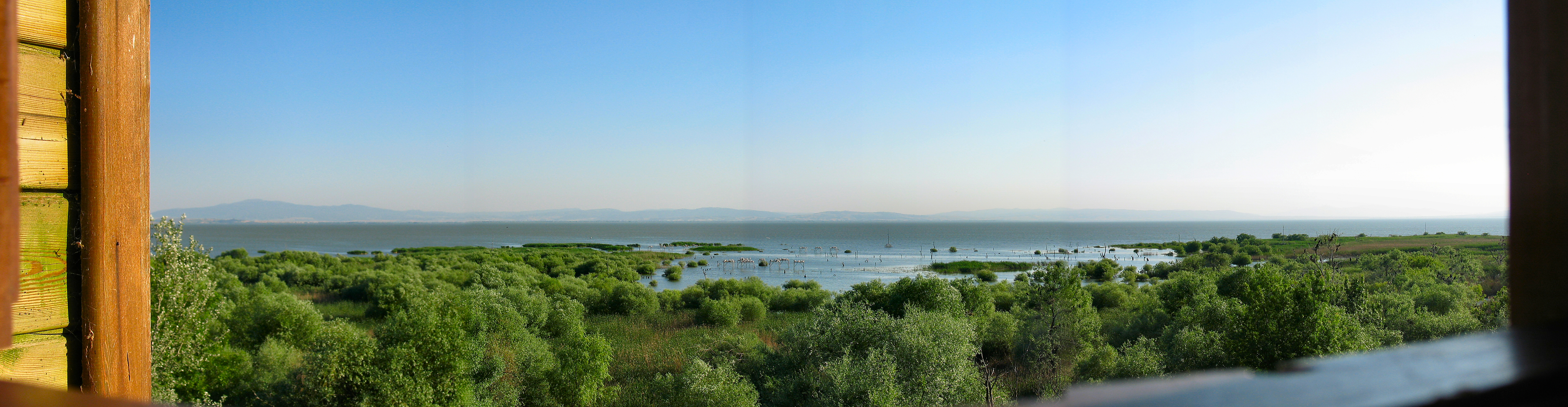
A Kuşcenneti Nemzeti Park távlati képe

A Márvány-tengeri régió gazdag történelmi kincsei sok turistát vonzanak. A régió központi vonzereje Isztambul, három birodalom egykori fővárosa, számos bizánci és oszmán kori emlékével, mecsetjeivel, keresztény templomaival, palotáival, múzeumaival, modern felhőkarcolóival, az Aranyszarv-öböl és Boszporusz panorámájával. Törökország keskeny európai részén, Thrákiában is számos a kulturális látnivaló, kiemelkedő város itt Edirne, ahol a korszakalkotó oszmán építész, Szinán munkát lehet megcsodálni. Rodostóban az oszmán építészet remekművei mellett a magyarok II. Rákóczi Ferenc emlékházát is megtekinthetik. Az ázsiai oldalon Iznik híres porcelánja és Bizánc egykori városfala várja a látogatókat. Iznik történelmi látnivalói is említésre méltóak, hiszen itt tartották a kereszténység történelmének egyik fontos fordulópontjának számító niceai zsinatot. Izmit városa építészeti emlékei mellett egy különleges török édesség, a pişmaniye hazája is. Délebbre található Bursa, az Oszmán Birodalom egykori fővárosa, a selyem központja, ahol egyébként Törökország első síközpontját is építették, a közeli Uludağ-hegyen. Bursa kulináris élvezetekben is bővelkedő város, az iszkender kebab és a különleges gesztenyeédesség, a kestane şekeri hazája. A Márvány-tenger partján számos üdülőtelep található, a leglátogatottabbak Cinarcik, Armutlu, Silivri, Erdek, a haléttermeiről nevezetes Mudanya, a homokos tengerpartú Gemlik és a márvány-tengeri szigetek, főképp Gökçeada és Bozcaada.

### Égei-tengeri régió

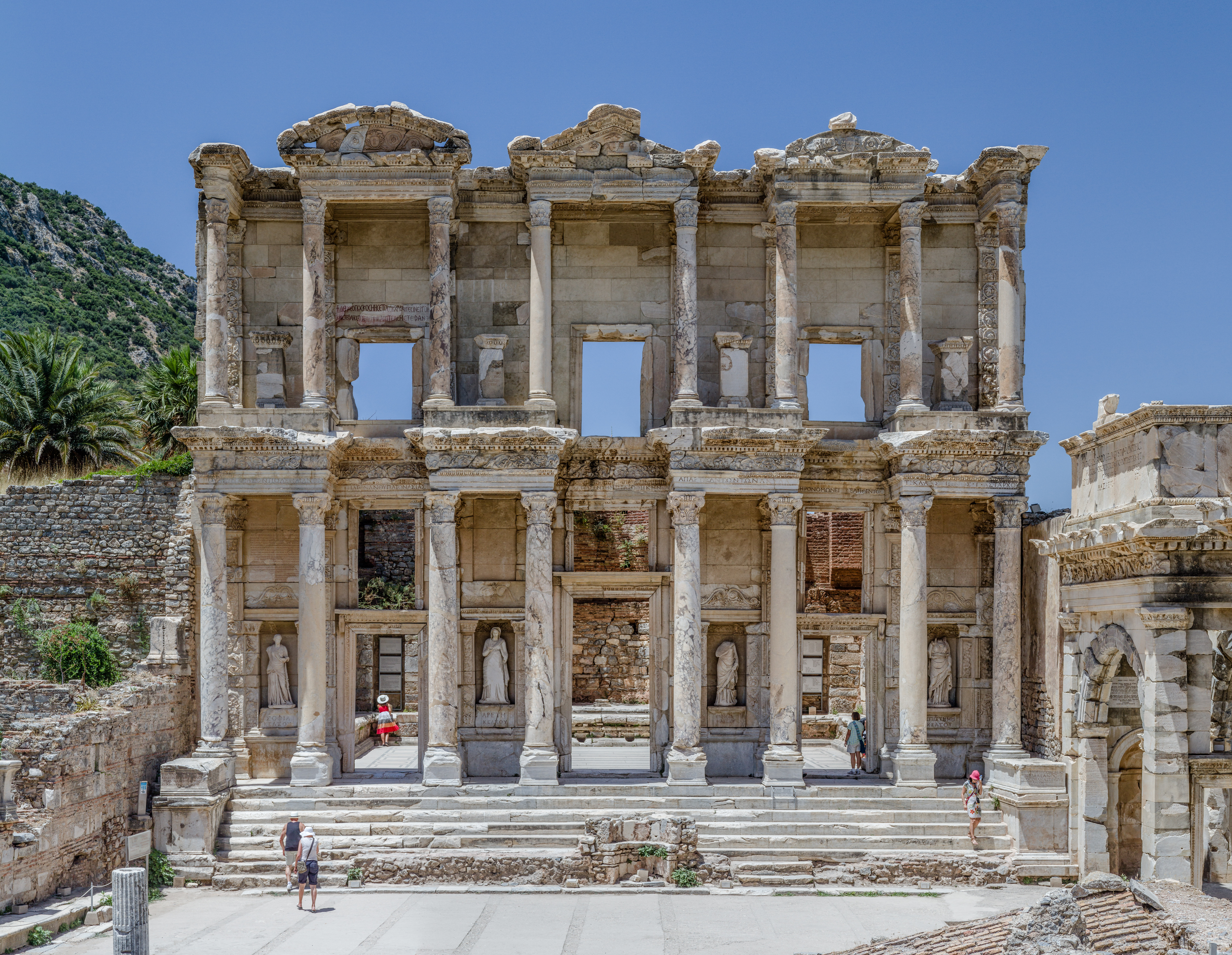
Biblioteka Celsusa w Epheszosz

Az Égei-tengeri régió (Ege Bölgesi) tiszta kék vizű tengerpartjával, több ezer évre visszanyúló történelmi maradványaival és panorámájával kedvelt célpont mind a belföldi, mind a külföldi turisták számára. A régió központja és legnagyobb városa İzmir, az „Égei-tenger gyöngye”, Törökország második legnagyobb tengeri kikötője. A város központi szimbóluma az oszmán stílusban épült Saat Kulesi (Óratorony), mely a pálmafákkal szegélyezett Konak téren áll. A város Karşıyaka negyedében hatalmas utcai piacon lehet vásárolni. Belkahve Izmir legmagasabb pontja, innen panoramikus kilátás nyílik a teljes Izmiri-öbölre. Az Égei-tengeri régióban található a Jelenések hét gyülekezetének helyszíne: Epheszosz, Szárdisz, Philadelphia, Pergamon, Szmirna, Thiatira és Laodikeia. A régió történelmileg fontos része Gallipoli és a Dardanellák, ahol az első világháborúban a törökök visszaverték az antant támadását. A helyszín a török függetlenségi háborúban is fontos szerepet játszott. Ugyancsak itt találhatóak az ősi hellén város, Trója romjai. Manisa a szeldzsuk és oszmán építészeti remekművek városa. Nem messze innen, a Sipil Dağı Nemzeti Parkban található Niobé síró sziklája. Uşak városa kilimjeiről és szőnyegszövő művészetéről nevezetes. A régió belsőbb vidékein érdemes megtekinteni az Afyonkarahisari citadellát, mely i.e. 1350-ben épült. Kütahyában a híres porcelánok mellett Kossuth Lajos emlékházát is meg lehet tekinteni. A régió déli részének fő attrakciója Epheszosz, a világ hét csodája között számon tartott Artemisz-templommal. Çamlıkban a Török Köztársaság Állami Vasúttársaságának Szabadtéri Múzeumában régi vonatokat, mozdonyokat állítottak ki. A régióban található a világörökség részévé nyilvánított két ókori város, Xanthos és Letoon is. A déli partvidék legnépszerűbb üdülővárosai Fethiye, Marmaris, Bodrum, Datça és Gökova. A csipkézett partú régió számos kis öblében kölcsönözhető vitorlások horgonyoznak. További üdülővárosok még Kuşadası, Foça, Gümüldür, Edremit, Ören.

### Földközi-tengeri régió

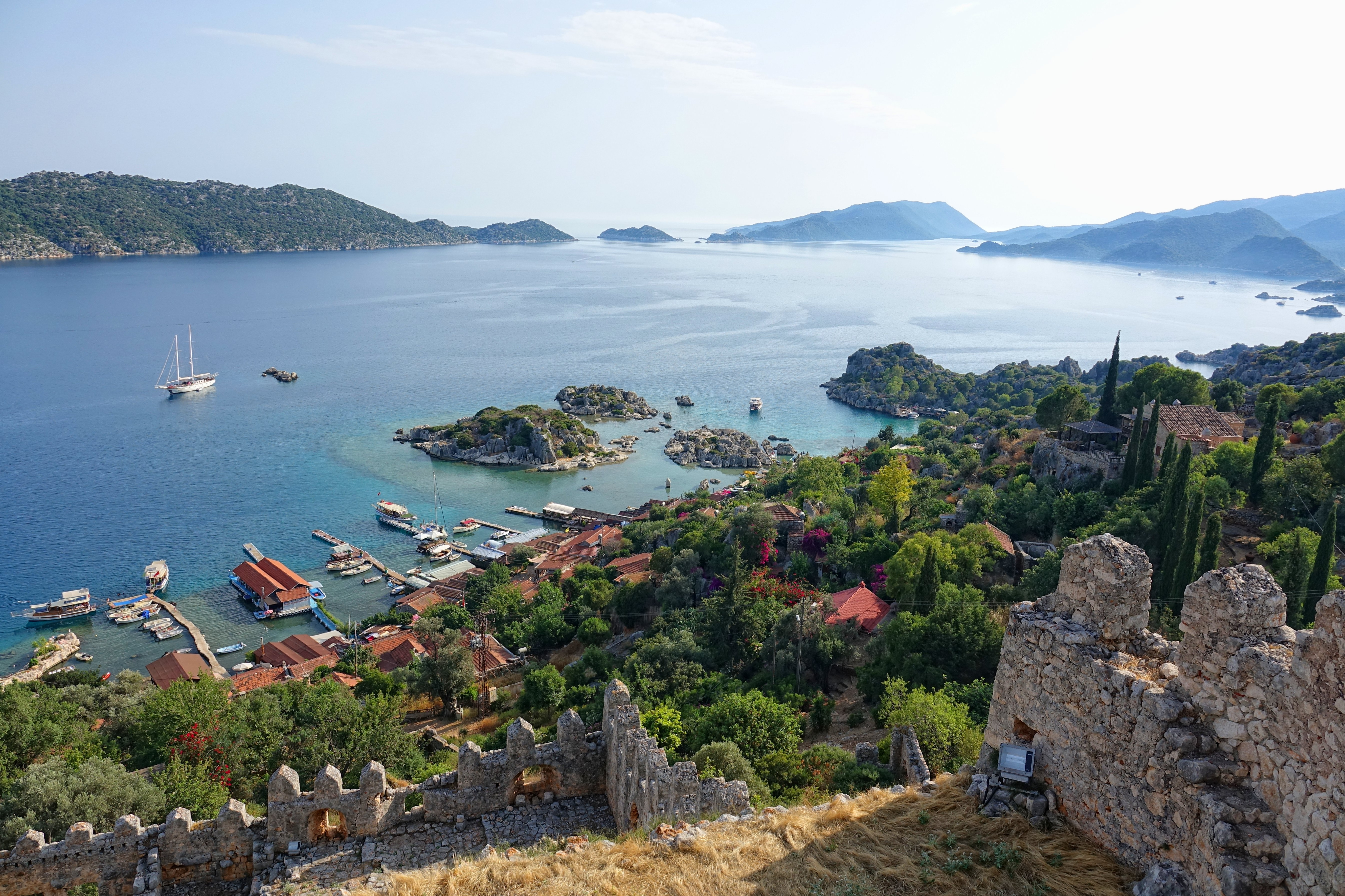
Wyspa Kekova

A Földközi-tengeri régió (Akdeniz Bölgesi) központja a Toros-hegység lábánál fekvő Antalya, a török riviéra fővárosa, melynek nemcsak tengerpartja, de kulturális látnivalói is vonzzák a turistákat. Az év 300 napján napos az idő, márciusban még lehet síelni a környék hegyeiben (50 km-re a várostól, 1500 m magasan fekszik a síparadicsom Saklıkent), utána pedig fürödni a már kellemes vizű tengerben. A város műemlékekben is gazdag, szimbóluma a Yivli-minaret, melynek külsejét egykoron türkizkék csempe borította. Antalyából és a közeli Kemerből naponta indulnak hajótúrák a tengerpart mentén. Északabbra fekszik Isparta városa, számos szeldzsuk kori építészeti emlékével, közöttük Szinán építményeivel. A Kekova-sziget partjai mentén hajóról lehet megtekinteni Apollonia ókori városát, melyet egy földrengés vízfelszín alá süllyesztett. Az egykori épületek víz alatti maradványai a tiszta tengervízben a hajók fedélzetéről is jól láthatóak. Nem messze innen található Demre (Myra), ahol Szent Miklós élt. Antalyától keletre is számos ókori város romja található, ilyen például Perge, Side és Aspendos, ahol a világ legjobb állapotban megőrzött antik színháza is megtekinthető. A Çukurova-fennsíkon, a Seyhan folyónál elhelyezkedő Adana nem csak kebabjáról és tarlórépából (brassica rapa) készült üdítőitaláról, a şalgamról, de szeldzsuk és oszmán építészeti kincseiről is nevezetes. İskenderunt, az egykori Alexandrettát Nagy Sándor alapította, a város ma fontos kikötő. A turistákat leginkább vonzó telelpülések Antalya, Alanya és Kemer. Ezen a vidéken találhatóak Törökország legjobb és legdrágább ötcsillagos szállodái.

### Fekete-tengeri régió

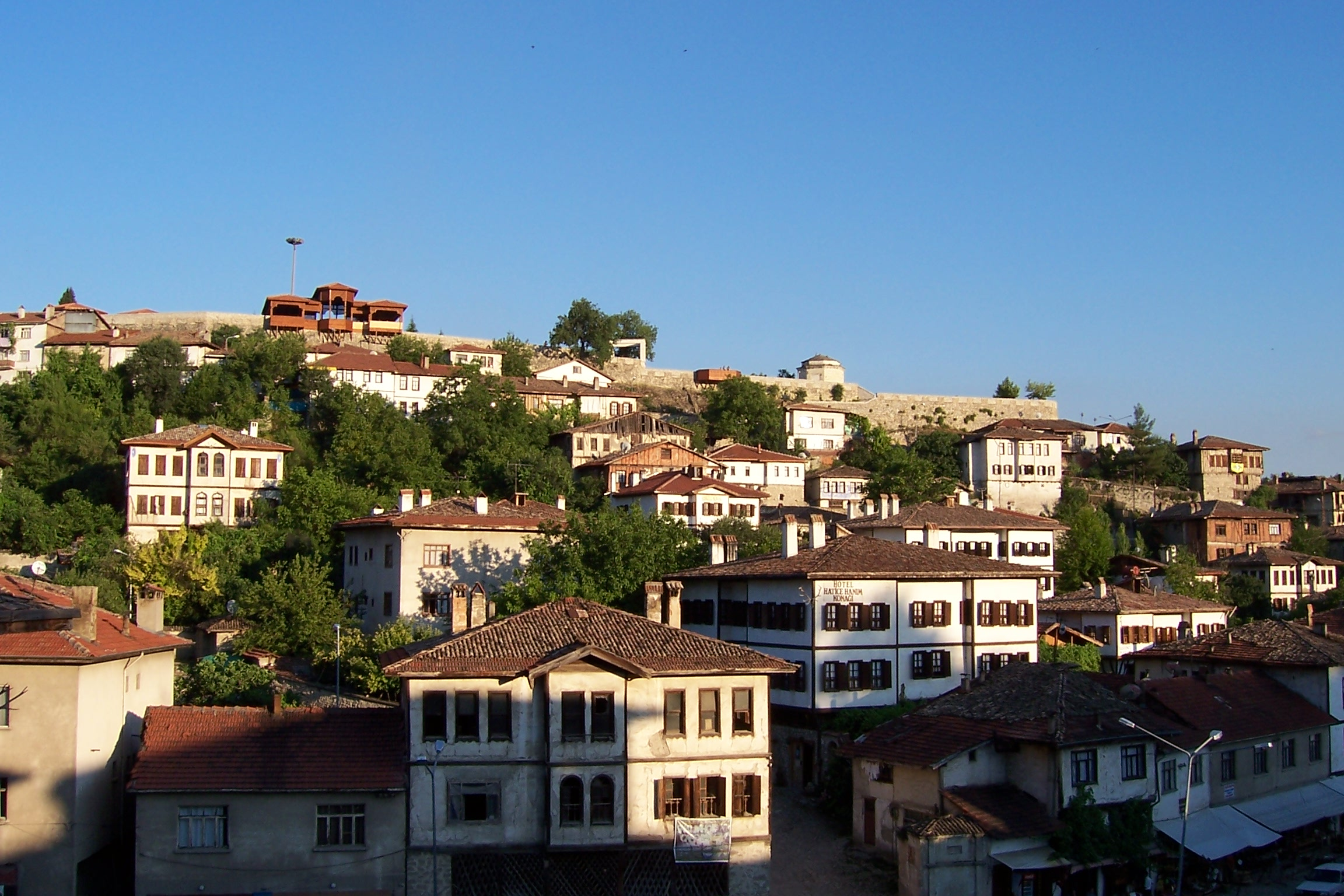
Safranbolu védett konakjai

A Fekete-tengeri régió, bár nem olyan népszerű a külföldi turistáknál, mint a déli tengerpart, sok látnivalót kínál. A fenyvesekkel és zöldellő mezőkkel borított hegyvonulatokkal kísért fekete-tengeri partvonulat mentén számos régi város fekszik, ezek egyike Kırklareli, ahol szeldzsuk kori mecsetek mellett oszmán kori hamamokat is felfedezhet a látogató. Ankara és Isztambul között félúton fekszik Bolu, ahol az etnográfiai múzeumban gazdag hettita, római, bizánci, szeldzsuk és oszmán leleteket őriznek. Nem messze a várostól, 1500 méteres magasságban fekszik az Abant-tó, mely kedvelt piknikezőhely. 52 kilométerre a várostól, Solaklar és Muslar falvak közelében sziklába vájt házak rejtőznek. Keletebbre fekszik Safranbolu, az egykori sáfránytermő vidék, melynek régi török udvarházai (konak) a világörökség részét képezik. Sinop kikötője az egyik legszebb a Fekete-tengeren, a várost ókori görögök alapították, itt született Diogenész, cinikus filozófus. Bafránál megtekinthető egy őskori temető, ahol több mint 600, kora bronzkori sírt fedeztek fel. Bafra emellett híres kaviárjáról, dohánytermékeiről és termálfürdőiről is. Sinoptól délkeletre fekszik Samsun, a török függetlenségi háború egyik fontos állomása, ahol számos Atatürkkel és a háborúval kapcsolatos múzeumot és emlékművet láthat az ide érkező. A kikötőváros Ordu felé vezető úton fekszik a népszerű belföldi üdülőhely, Fatsa. Ordutól 52 km-re található a Giresun-sziget, mely a Fekete-tenger egyetlen lakható szigete, és mely valaha az amazonoké volt. A régió keleti csücskében fekszik a gazdag és hosszú történelmi múltra visszatekintő Trabzon. Tőle 75 km-re keletre található az ország teatermelő központja, Rize, ahol a teaföldek rendkívüli látványában is gyönyörködhet az utazó. 35 kilométerre Isztambultól Kilyos és Polonezköy, kicsit távolabb Şile tengerpartja kedvelt üdülőhely.

### Közép-anatóliai régió

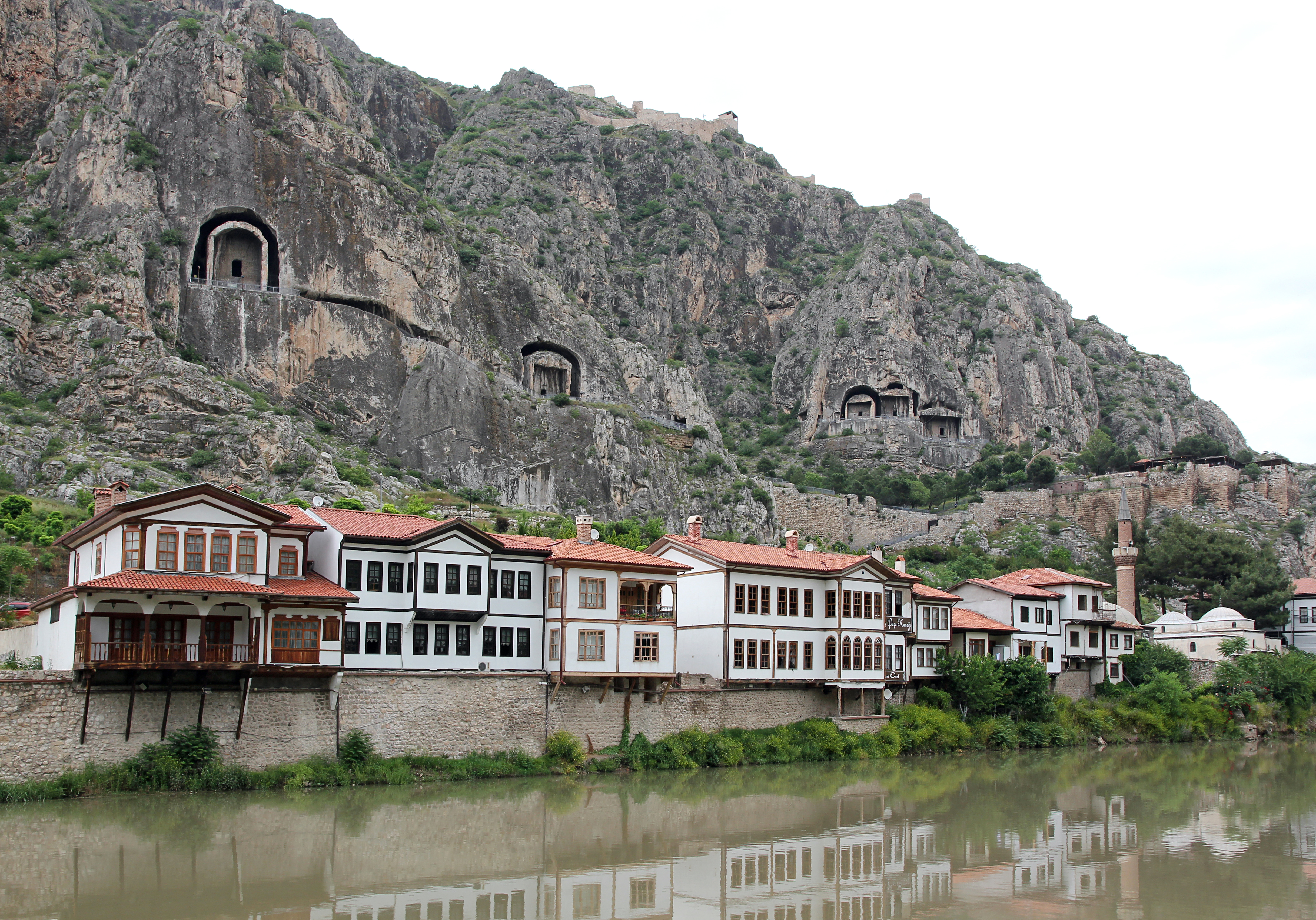
Amasya folyóparti látképe

A Közép-anatóliai régió az ország szíve, és egyben a legrégebben lakott része is, nem csak török, de világviszonylatban is, itt található ugyanis a világ legrégebbi ismert települése, a Kr. e. 7. évszázadból származó Çatalhöyük. A régió központja a főváros, Ankara. Ókori városrésze és citadellája mellett egyik legfőbb látványossága az államalapító Atatürk monumentális mauzóleuma, Anıtkabir. Számos múzeum található a városban, közülük is kiemelkedik a terület régészeti emlékeit bemutató Anatóliai Civilizációk Múzeuma. Az egyetemváros Ankara hatalmas, több millió négyzetméter területű, szépen gondozott parkjai pedig a pihenést szolgálják. Ankara tartományban több termálfürdő is található. Ankarától 105 km-re délnyugatra fekszik Gordium (Yassıhöyük), ahol a legenda szerint Nagy Sándor átvágta a gordiuszi csomót. Anatólia szívében, Nasrettin Hoca falucskában a híres török mesélő, Naszreddin múzeumát lehet megtekinteni. Kırıkkaléban a helyi fegyvergyárak egykori és mai termékeit lehet megtekinteni a helyi múzeumban. A Boğazkale Nemzeti Park rejti a Hettita Birodalom egykori fővárosának, Hattusának a romjait, nem messze kelet felé pedig Alacahöyük őskori települését találjuk. A Yeşilırmak folyó partján fekvő kisváros, Amasya, a törökök szerint az ország egyik legszebb városa. 63 km-re tőle, 1050 m magasságban fekszik a Borabay-tó, melyhez egynapos kirándulásokat szerveznek, a kivételes panoráma miatt. Tokat városa számos szeldzsuk és oszmán épülete mellett országszerte híres kézművesmunkáival is vonzza a látogatókat. Sivas már a középkorban is fontos kereskedelmi központ volt a Bagdad felé vezető úton, később pedig a török függetlenségi háborúban játszott fontos szerepet. Sivas tartományban található a világörökség részét képező Divriği nagymecset és kórház. Anatólia belsejében fekszik Kappadókia, a látványos, gyakran mesebéli tájat sugalló kőképződmények, földalatti városrendszerek és ókori keresztény templomok hazája, a Göreme Nemzeti Parkkal. A kőbe vájt házak egy része ma is lakott. A csaknem 4000 méter magas Erciyes-hegyen síközpont működik. Aksaray tartomány a szeldzsuk kori karavánszerájok földje. Ankarától délre a legnagyobb város Konya, az ókori Ikónium, a szúfi Mevlana-rend, a kerengő dervisek központja.

### Kelet-anatóliai régió

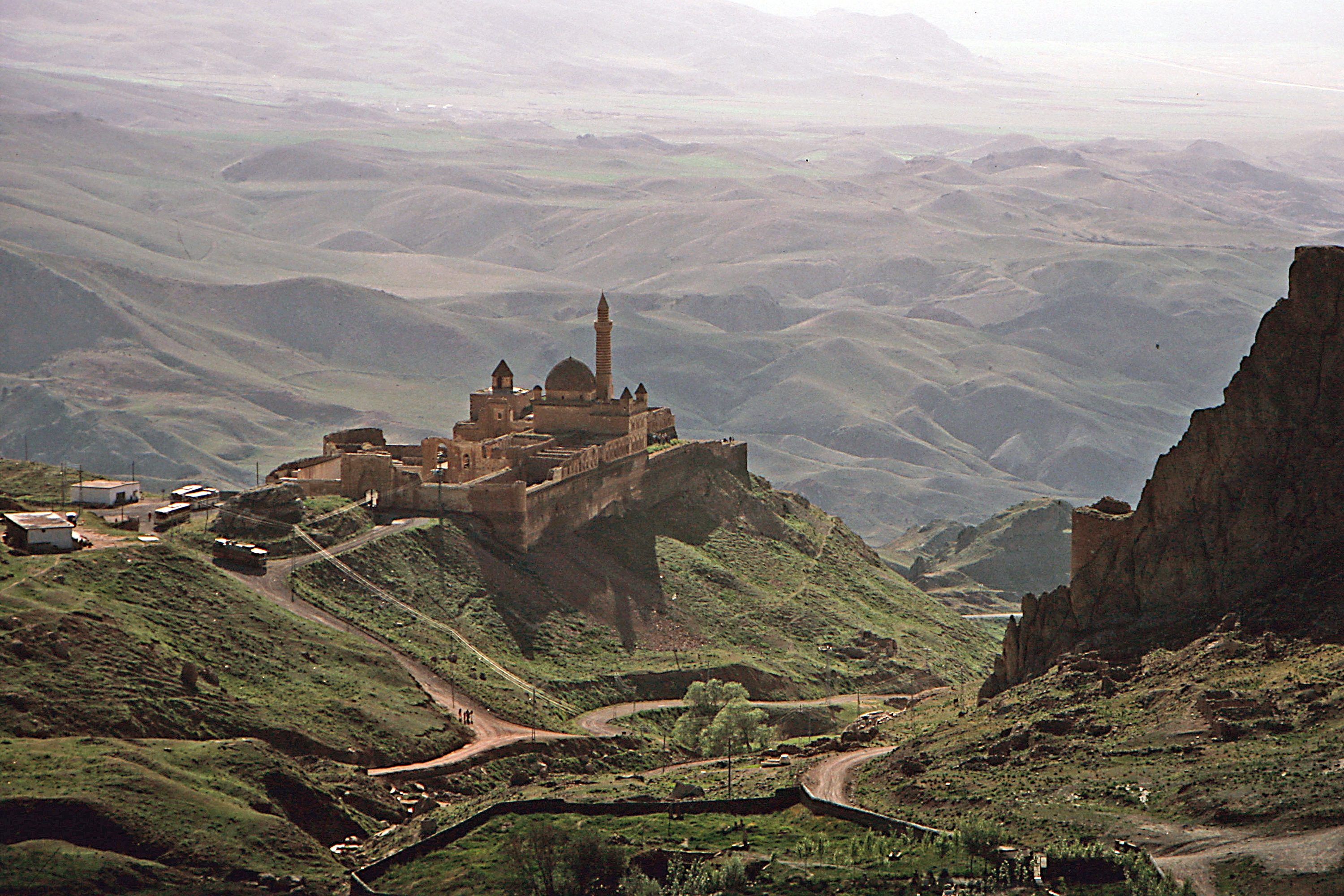
Az İshak Paşa palota, Ağrı tartomány

A Kelet-anatóliai régió számos bizánci várral, szeldzsuk karavánszerájjal és citadellával, oszmán mecsettel, valamint korai keresztény emlékekkel, bibliai tájaival várja a turistákat. Erzurum városa, amellett, hogy számos csata színhelye volt, kora középkori építményeivel is megragadja a képzeletet. Itt áll például az Alaaddín Kejkubad szeldzsuk szultán által építtetett, csipkézett medresze, és az 1179-ben épült, szokatlan formájú Ulu-mecset. Erzurumtól 6 km-re található Palandöken, a síparadicsom, 120 kilométerre északra fekszik az üveghatású Tortum-tó, a 47 méter magasból alázúduló Tortum-vízeséssel. Az 1750 m magasan fekvő Kars az orosz-török háborúkban játszott fontos szerepet, a város építészetén megfigyelhető az orosz hatás. 42 kilométerre innen, az egykori selyemút vonalán található az ősi Ani városa. Az 1900 méter magasan fekvő Lake Çıldır-tóban, a mesterséges Akçakale-szigeten ősi urartu templom látható. Ağrı tartomány Doğubeyazıt körzetében található az İshak Paşa palota, mely a korai oszmán építészet egyik remekműve, és melyet az új líra százas bankjegyén is megörökítettek. 25 km-re keletre az Ararát-hegy magasodik, ahol a Biblia szerint Noé bárkája megfeneklett. A helyi falvakban asurát, Noé-pudingot készítenek, melyet a hiedelem szerint Noé és családja a bárkán fogyasztott. A régióban található a Van-tó, Törökország legnagyobb méretű tava. A régió hegyei, völgyei között megbúvó tavak, patakok, vízesések, tradicionális török falvak éles ellentétben állnak a nyüzsgő nyugati parti nagyvárosokkal és üdülőtelepekkel.

### Délkelet-anatóliai régió

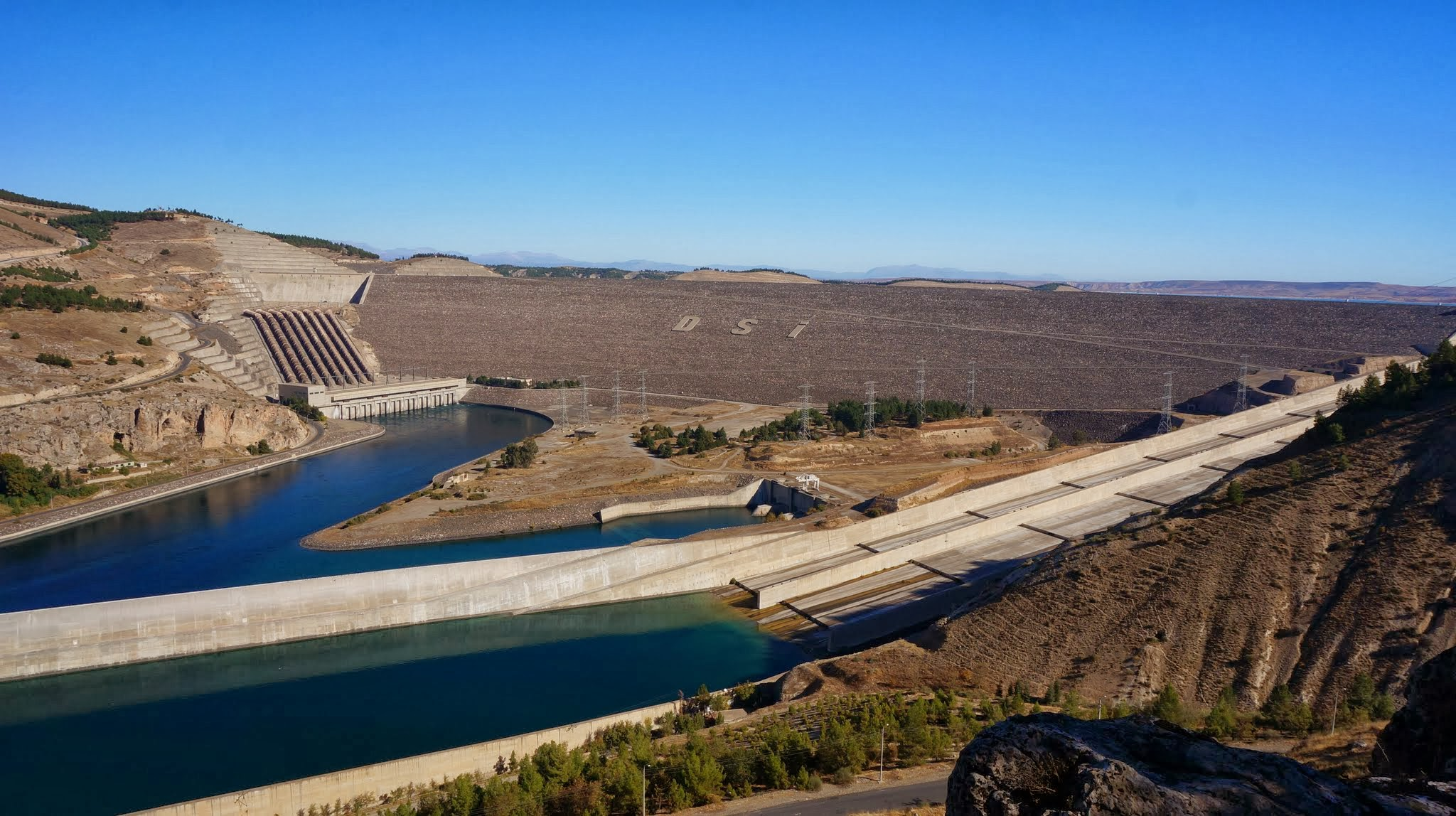
Az Atatürk-gát

A Délkelet-anatóliai régió, az egykori Mezopotámia történelme egészen Kr. e. 7000-ig nyúlik vissza, hurrik és hettiták földje volt. A régió legnagyobb városai Gaziantep, Mardin és Diyarbakır. Gaziantep, a pisztácia fővárosának legfőbb látványossága a 36 bástyás bizánci vár. A régió üdülőturizmusa az Atatürk-gátnál kialakított mesterséges tónál központosul. Adıyaman tartományban emelkedik a világörökség részét képező Nemrut-hegy, ősi szobraival. Felső-Mezopotámia központi városa Şanlıurfa, a legenda szerint itt született Ábrahám, és némely tudósok úgy vélik ez volt egykoron Ur városa.

## Kerékpáros turizmus
Az EuroVelo nemzetközi kerékpárút-hálózatnak egy vonala fogja a tervek szerint érinteni Törökországot, ha majd teljes mértékben kivitelezett lesz. Norvégiából 20 országon, és 10 400 kilométeren keresztül igyekszik eljutni Bulgáriába, közben végig a vasfüggöny vonalát követve.